# Dansk Motor- og Maskinsamling
Dansk Motor- og Maskinsamling i Kirial uden for Grenaa på Djursland rummer Nordeuropas største samling af stationære motorer med over 450 historiske motorer udstillet, hvoraf de fleste er renoveret og køreklare. Samlingen har et maskinværksted til adskillelse og genopbygning af motorer, hvor der også bliver fremstillet nye dele, når det er nødvendigt. Der er ligeledes eksempler på historisk maskineri, såsom et bloksavværk drevet af en Bukh-motor der via et omfattende remtræk forbinder motoren, der står i en bygning, med et udendørs savværk.

## Organisation
Dansk- Motor og Maskinsamling er en selvejende institution, baseret på frivillige med mange specialfærdigheder, herunder mekaniske specialister inden for motorrenovering. Et arbejde der kan indbefatte opgaver som at dreje nye cylindre og stempler, og at fremstille nye glødehoved-topstykker med konturerne af de sammenrustede originaldele som oplæg, såvel som fremstilling af mange andre maskindele, der er så slidte eller rustne, at de er hinsides renovering.  
Samlingen har en arbejdende støtteforening. Her kan medlemmerne nogle gange være seniorer med en metal- og motorbaggrund, eller mennesker med overskud til at de forskelligartede opgaver som opbygning og drift af et museum som Motorsamlingen er.
Samlingens økonomi er afhængig af goodwill fra fonde og sponsorer, såsom jernindustrielle virksomheder med teknologi-historisk interesse, som stiller udstyr og mandskab til rådighed. I et tilfælde var det skibstransport med slæbebåd, kraner og blokvogn, da tre store B&W motorer fra Flakfortet i Øresund, skulle overføres til Grenaa på Djursland. Alene svinghjulet til disse motorer vejede 1.5 tons per styk.

## Udstilling
Motorerne er udstillet i lange rækker i flere haller, der er under udbygning, efterhånden som samlingen vokser.
Det er en stor udfordring for museet at få transporteret de ofte tonstunge og sammenrustede motorer fra gamle fabriksbygninger og anlæg til museet. Et eksempel er tre B&W DM 220 dieselmotorer fra 1914, der blev flyttet fra Flakfortets elværk på en ubeboet ø i Øresund i 2002. De var nedstøbt i et betonbunkeranlæg, og måtte sejles fra øen via specialsejlads med en slæbebåd over Kattegat, og derefter transporteres på blokvogn til Maskinsamlingen i Kirial ved Grenaa.
Særligt i forbindelse med træf og andre arrangementer kører motorerne på museet. Ligeledes sættes de i gang for forudbestilte grupper. 
Den ældste motor i samlingen er fra 1868, og tilhører eksplosionsmotorens tidligste barndom. Det er en Otto & Langen, "atomsfærisk motor" baseret på et kanon på højkant princip, hvor et stempel bliver skudt op af bygas i et friløb uden at trække. Efter eksplosionen, når stempelt går ned, er det atmosfærens tryk, kombineret med undertrykket når eksplosionsgasserne trækker sig sammen, der samme med tyngdekraften på stemplet, driver motoren. Motoren har ikke nogen krumtap. Et arrangement af håndlavede tandhjul overfører i stedet for stempel-bevægelsen til rotation. Motorhastigheden reguleres ved at åbne og lukke for udstødningsspjældet. Otto & Langen motoren er udlånt fra Teknisk museum, men står fast hos Motorsamlingen, der har restaureret den. Motoren er en af verdens ældste motorer.[kilde mangler] Navnet, Otto, går igen i begrebet, "Ottomotor" - synonym for den konventionelle firetaktsmotor, der blev opfundet af Nikolaus August Otto (1832 - 1891) knap et årti efter at Otto var med til at opfinde den atmosfæriske motor. Otto-Motoren er en teknologisk forudsætning for det moderne samfund, idet Otto-motor-princippet blandt andet er grundlaget for bilmotoren.

### Igangværende projekter
Under "Igangværende Projekter" på Motorsamlingens hjemmeside, kan man følge med i de aktuelle restaureringer, såsom en IH Fleetstar 2050 A. årg. 1971 lastbil med asketræsskelet til førerhuset og en V8-motor. Et nyligt afsluttet restaureringsprojekt er en dansk Eickhoff motor fra 1887. Nogle af motorerne i samlingen er unika, såsom en dansk Rudolf Kramper motor fra 1927, der formentlig er den eneste tilbage i verden.
Det primære fokus hos Dansk Motor- og Maskinsamling er stationære eksplosionsmotorer, lige fra den tidligste atmosfæriske Otto & Langen motor fra 1868, til de seneste motorer op til omkring 1960 - 1970. Samlingen lægger vægt på danske motorer, men har også mange udenlandske motorer, der var udbredte i Danmark. Man kopierede rask væk fra hinanden på tværs af landegrænser og producentnavne.